# Aeroportul Užice–Ponikve
Aeroportul Ponikve (IATA: UZC, ICAO: LYUZ) este un aeroport din Užice, Q96943516⁠(d), Užice City⁠(d), Districtul Zlatibor, Serbia ce deservește zona Užice. A fost deschis în 1983 și numit după zona deservită.
Situat la o altitudine de 904 m, aeroportul dispune de 2 piste.

## Infrastructură

### Piste
Aeroportul dispune de 2 piste. Pista are orientarea 11L/29R. Pista are orientarea 11R/29L. 